# Mihaljekov Jarek
Mihaljekov Jarek – wieś w Chorwacji, w żupanii krapińsko-zagorskiej, w mieście Krapina. W 2011 roku liczyła 469 mieszkańców.